# Bydgoski Klub Kolarzy
Bydgoski Klub Kolarzy (BKK) – polski klub kolarski, założony w 1925 roku w Bydgoszczy. Rozwiązany w 1928 roku.

## Historia
Pierwszym prezesem "Kołowników", jak nazywano członków klubu, był Stanisław Kołakowski. W 1927 roku prezesem został Władysław Antoni Donajski – właściciel fabryki szczotek i pędzli oraz entuzjasta kolarstwa. Jego syn, Edward Donajski również brał aktywny udział w życiu klubu, startując w lokalnych zawodach. W styczniu 1928 funkcję prezesa objął p. Graczykowski, natomiast wiceprezesem został p. Kołakowski. Najlepszym kolarzem klubu był Feliks Więcek  – zwycięzca I Wyścigu Dookoła Polski. Na kwartalnym zebraniu klubu w drugiej połowie 1928 podjęto decyzję, że BKK będzie tworzyło autonomiczną sekcję bydgoskiej Polonii, tym samym wszyscy zawodnicy - z Więckiem na czele - zaczęli startować pod auspicjami Polonii.